# Château Couhins-Lurton
Château Couhins-Lurton – francuskie białe wino wytrawne klasy premier cru classé produkowane w regionie Pessac-Léognan i jednocześnie nazwa winnicy, z której pochodzi.  Wytwórnia jest położona w regionie winiarskim Bordeaux, w gminie Villenave-d’Ornon. Producent wytwarza pod tą samą nazwą także wino czerwone.

## Historia
Przez lata winnica należała do rodziny Gasqueton-Hanappier. W 1968 roku posiadłość przejął Institut National de la Recherche Agronomique. Jeden z pracowników, Andre Lurton, odkupił część udziałów rodziny Gasqueton-Hanappier i od tamtej pory produkuje wina pod nazwą Château Couhins-Lurton. W 1993 producent wzbudził kontrowersje użyciem po raz pierwszy w historii klasyfikowanych win bordoskich zakrętki jako zamknięcia butelki.

## Produkcja
Winorośl uprawia się na 7 hektarach obsadzonych krzewami winorośli sauvignon blanc (na wino białe cru classé) oraz 17,4 hektarach obsadzonych szczepami merlot i cabernet sauvignon. Wino jest starzone w beczkach ze świeżej dębiny, a jego smak krytycy określają jako owocowy i świeży.